# Ітіномія (Айті)

Ічіно́мія (яп. 一宮市, いちのみやし, МФА: [it͡ɕinomʲija ɕi̥]?) — місто в Японії, в префектурі Айті. Розташоване в північно-західній частині префектури, в центрі Міно-Оварі, на березі річки Кісо. Входить до списку особливих міст Японії.  Виникло на основі середньовічного прихрамового містечка біля святилища Масуміда. Отримало статус міста 1921 року. Площа становить 113,91 км². Станом на 1 серпня 2011 року населення складало 375 717  осіб, густота населення — 3300 осіб/км².  Основою економіки є сільське господарство, садівництво, виробництва вовни, текстильна промисловість, машинобудування, комерція.  В місті розташовані руїни багатьох середньовічних замків. 